# Bang! The Duel
Bang! The Duel è un gioco di carte ambientato nel western creato da Emiliano Sciarra ed edito dalla DV Giochi nel 2015. È un gioco per due giocatori ognuno dei quali controlla un gruppo di pistoleri appartenenti alla fazione della legge o dei fuorilegge che si affrontano nel duello finale. Il gioco fa parte della linea editoriale Bang! Game System.

## Le tipologie di carte

### Carte giocabili
Ogni fazione ha a disposizione un mazzo composto da 40 carte giocabili divise in tre tipologie: 
- azioni, riconoscibili grazie al bordo marrone, che sortiscono il loro effetto appena giocate;
- equipaggiamenti, di bordo blu, che si posizionano a fianco del personaggio; il loro effetto è continuo o può essere attivato più volte;
- Bang!, con bordo rosso, che consentono di "sparare" al personaggio avversario. Diversamente dal gioco originale, ognuna di queste carte rappresenta uno sparo con una diversa arma.

### Carte personaggio
Ognuna delle due fazioni ha a disposizione 12 carte personaggio, ognuno con abilità speciali riportate in basso e un numero di punti vita (al massimo cinque) indicato a destra dell'immagine.

### Altre carte
Oltre alle carte utili al gioco, sono presenti anche 4 carte riassuntive e una carta di aiuto alla preparazione del gioco.

## Segnalini

### Personaggio Attivo
Questo segnalino permette di riconoscere il personaggio attivo tra i due in gioco di ogni fazione. Quello della legge è di colore grigio ed ha impressa l'immagine di una stella da sceriffo mentre quello dei fuorilegge è di colore rosso e riporta il volto di un bandito con cappello e fazzoletto.

### Punti vita
Questi segnalini riportano l'immagine di una pallottola e servono ad indicare i punti vita che ogni personaggio in gioco ha a disposizione.

## Il gioco

### Preparazione
Al gioco prendono parte 2 giocatori ed ognuno controlla una delle due fazioni in gioco: legge e fuorilegge. Ogni fazione pesca dal proprio mazzo dei personaggi 4 carte che rappresentano i pistoleri con cui giocherà la sfida. I primi 2 di ogni fazione vengono presi e posti davanti al giocatore e gli altri posti coperti da parte. Uno avrà il ruolo di personaggio attivo (PA) e l'altro di personaggio in retroguardia (PR). Il personaggio attivo è contraddistinto dal segnalino "personaggio attivo". Vengono poi posizionati i segnalini "punti vita" ad ogni personaggio in gioco. Infine ogni fazione prende il suo mazzo di gioco e lo pone davanti a sé e prepara la sua mano iniziale: la legge pesca quattro carte mentre i fuorilegge cinque .

### Fasi di gioco
Inizia il giocatore che ha scelto la fazione della legge, poi i giocatori giocheranno a turni alternandosi. Si inizia pescando due carte dal proprio mazzo di gioco e si possono giocare quante carte si vogliono, con alcune limitazioni:
- le carte Bang! (bordo rosso) sono limitate a una sola per turno, e solo sul personaggio attivo avversario;
- le carte azione (bordo marrone) possono essere giocate su tutti i personaggi in gioco tranne che sul personaggio in retroguardia avversario;
- le carte equipaggiamento (bordo blu) possono essere giocate sul proprio personaggio in retroguardia o sul personaggio attivo avversario.

Una volta durante il turno il proprio segnalino "personaggio attivo" può essere spostato sull'altro personaggio, con la conseguenza che il personaggio attivo diventa personaggio in retroguardia e viceversa.
Le carte a bordo rosso Bang! sono quelle che permettono di eliminare un punto vita ad un personaggio avversario. Ogni carta toglie un solo punto vita a meno che il testo della carta non specifichi diversamente. Ogni colpo può essere evitato giocando in risposta una carta azione Mancato, oppure l'uso di qualche carta equipaggiamento oppure in qualche caso l'abilità del personaggio. Per ogni colpo non evitato il personaggio bersaglio perde un punto vita e alla perdita dell'ultimo viene eliminato dal gioco. In questo caso il personaggio eliminato viene sostituito dal primo personaggio in cima al mazzetto dei personaggi iniziali scelti all'inizio del gioco. Se non sono disponibili personaggi perché già giocati tutti si continua a giocare con un solo personaggio che sarà personaggio attivo e in retroguardia contemporaneamente.
Al termine del proprio turno, il giocatore dovrà avere in mano un numero di carte pari ai punti vita del proprio personaggio attivo scartando le carte in eccedenza con un'unica eccezione: se il personaggio attivo ha un solo punto vita si possono tenere in mano due carte anziché una solamente. Vince la fazione che elimina per primo tutti i personaggi avversari.